# Carl Gustaf Emil Mannerheim
Baron Carl Gustaf Emil von Mannerheim [mánerhrjm] , finski maršal in politik, * 4. junij 1867, Askainen, † 27. januar 1951, Lozana, Švica.
V letih 1904/1905 je bil konjeniški častnik ruske carske vojske v rusko-japonski vojni. Med 1. svetovno vojno je v cesarski armadi napredoval v čin generala. Od leta 1917 je bil na Finskem vodja oboroženega boja za neodvisnost. Leta 1918 se je boril v finski državljanski vojni na strani zmagovitih belogardistov ter bil v letih 1918/1919 državni namestnik. Med 2. svetovno vojno se je v letih 1939/1940 in 1941/1944 kot vrhovni komandant finskih oboroženih sil bojeval proti Zvezi sovjetskih socialističnih republik. V letih 1944–1946 je bil 6. predsednik Finske; kot predsednik je 4. septembra 1944 z Zvezo sovjetskih socialističnih republik končal vojne operacije in sklenil premirje.
Finska utrjena linija v Kareliji na meji med Finsko in Zvezo sovjetskih socialističnih republik, ki so jo pred 2. svetovno vojno zgradili na Karelijski ožini, je dobila po njem ime Mannerheimova linija. Napisal je avtobiografsko delo Spomini.